# Wordsworth Editions
Wordsworth Editions é uma editora britânica conhecida pelas suas edições de baixo custo de literatura clássica e obras de não-ficção.

A empresa foi fundada por Michael Trayler em 1987. A empresa começou a vender livros de capa mole por £1 em 1992. A empresa possui aproximadamente 500 títulos impressos. A empresa é de propriedade familiar e está sediada em Ware, Hertfordshire, Inglaterra. Em 2017, 45% das suas vendas foram exportadas.